# Cyclingteam Jo Piels/Saison 2016
Dieser Artikel listet Erfolge und Fahrer des Radsportteams Cyclingteam Jo Piels in der Saison 2016 auf.

## Erfolge in der UCI Europe Tour
Bei den Rennen der UCI Europe Tour im Jahr 2016 gelangen dem Team nachstehende Erfolge.
| Datum      | Rennen                         | Kat. | Sieger          |
| ---------- | ------------------------------ | ---- | --------------- |
| 5. März    | Ster van Zwolle                | 1.2  | Jeff Vermeulen  |
| 17. April  | 5. Etappe Tour du Loir-et-Cher | 2.2  | Jeff Vermeulen  |
| 30. April  | ZODC Zuidenveld Tour           | 1.2  | Elmar Reinders  |
| 9. Oktober | Paris-Tours Espoirs            | 1.2U | Arvid de Kleijn |

## Erfolge in den Nationalen Straßen-Radsportmeisterschaften
Bei den Rennen der Nationalen Straßen-Radsportmeisterschaften 2016 konnte das Team nachstehende Titel erringen.
| Datum    | Rennen                                                 | Sieger        |
| -------- | ------------------------------------------------------ | ------------- |
| 22. Juni | Niederländische Meisterschaft – Einzelzeitfahren (U23) | Tim Rodenburg |

## Zugänge – Abgänge
| Zugänge       | Team 2015                         | Abgänge         | Team 2016                        |
| ------------- | --------------------------------- | --------------- | -------------------------------- |
| Jelle Wolsink | Metec-TKH Continental Cyclingteam | Tim Ariesen     | SEG Racing Academy               |
| Maikel Bos    | Neoprofi                          | Jochem Hoekstra | Parkhotel Valkenburg Continental |
| Gijs Verdick  | Neoprofi                          | Sven van Luijk  | Parkhotel Valkenburg Continental |
|               |                                   | Sjors Roosen    | Karriereende                     |

## Mannschaft
| Teamkader 2016                            | Teamkader 2016     | Teamkader 2016 | Teamkader 2016                          |
| Name                                      | Geburtsdatum       | Land           | Vorheriges Team                         |
| ----------------------------------------- | ------------------ | -------------- | --------------------------------------- |
| Stephan Bakker                            | 17. April 1994     | Niederlande    |                                         |
| Maikel Bos                                | 7. Mai 1994        | Niederlande    |                                         |
| Gert-Jan Bosman                           | 16. August 1992    | Niederlande    | Parkhotel Valkenburg Continental (2014) |
| Twan Brusselman                           | 15. August 1993    | Niederlande    |                                         |
| Arvid de Kleijn                           | 21. März 1994      | Niederlande    |                                         |
| Adriaan Janssen                           | 12. Dezember 1995  | Niederlande    |                                         |
| Stefan Poutsma                            | 10. September 1991 | Niederlande    |                                         |
| Elmar Reinders                            | 14. März 1992      | Niederlande    | Metec-TKH Continental (2013)            |
| Tim Rodenburg                             | 14. September 1994 | Niederlande    |                                         |
| Rens te Stroet                            | 23. September 1989 | Niederlande    |                                         |
| Twan van den Brand                        | 22. Januar 1989    | Niederlande    |                                         |
| Patrick van der Duin                      | 4. Oktober 1995    | Niederlande    |                                         |
| Patrick van Leeuwen                       | 8. August 1969     | Niederlande    |                                         |
| Joey van Rhee                             | 14. November 1992  | Niederlande    | Metec-TKH Continental (2013)            |
| Gijs Verdick (1. Jan.–9. Mai, Anm.)       | 23. Juni 1994      | Niederlande    |                                         |
| Jeff Vermeulen                            | 7. Oktober 1988    | Niederlande    | Metec-TKH Continental (2013)            |
| Jelle Wolsink                             | 11. November 1995  | Niederlande    | Metec-TKH-Mantel (2015)                 |
|                                           |                    |                |                                         |
| Quellen: ProCyclingStats Cycling Archives |                    |                |                                         |

Anmerkung: Gijs Verdick, starb an den Folgen eines Rennunfalls